# Julo Antonio
Julo Antonio (en latín: Iullus Antonius), (43 a. C.-2 a. C.) fue un político y militar romano del siglo I a. C., que fue nombrado cónsul en 10 a. C. junto con Africano Fabio Máximo.

## Primeros años
Julo y su hermano mayor tuvieron una infancia difícil. Su madre Fulvia tenía muchos enemigos, incluyendo a Octaviano —sobrino e hijo adoptivo de Julio César—. Su media hermana Claudia —hija de Clodio— había sido la primera esposa de Octaviano; sin embargo, en 41 a. C., este se divorció de Claudia sin haber siquiera consumado el matrimonio para casarse con Escribonia, la madre de Julia la Mayor, la única hija de Octaviano. Fulvia lo consideró un insulto a su familia y, junto con el tío de Julo, Lucio Antonio, reunieron ocho legiones en Italia para luchar por los derechos de Antonio contra Octaviano. El ejército ocupó Roma por un corto período, pero finalmente se retiró a Perusia —actual Perugia—. Octaviano sitió a las tropas de Fulvia y Lucio en el invierno de 41-40 a. C. hasta que se rindieron. Fulvia fue exiliada a Sición, donde falleció de una enfermedad repentina.
El mismo año de la muerte de Fulvia, su padre Marco Antonio se casó con la hermana de Octaviano, Octavia la Menor. El matrimonio había sido aprobado por el Senado romano, dado que entonces Octavia estaba embarazada de la hija de su primer esposo, Marcela la Menor. El enlace se debió a motivos políticos para cimentar una alianza entre Octaviano y Marco Antonio. Octavia parece haber sido una esposa leal y fiel que trataba a los hijos de su esposo con la misma gentileza que a los propios. Entre 40-36 a. C., Octavia vivió con él en su mansión ateniense. Crio tanto a los hijos de Marco Antonio como a los suyos con su primer esposo. Todos viajaron juntos a varias provincias. Durante el matrimonio, Octavia tuvo dos hijas, que se convirtieron en medio hermanas de Julo, Antonia la Mayor y Antonia la Menor. Más tarde, Antonia la Mayor sería la abuela paterna del emperador Nerón y la abuela materna de la emperatriz Valeria Mesalina; mientras que Antonia la Menor sería la cuñada del emperador Tiberio, abuela materna del emperador Calígula y de la emperatriz Agripina la Menor, madre del emperador Claudio y bisabuela materna del emperador Nerón.

## Guerra civil
En 36 a. C., Marco Antonio abandonó a Octavia y a sus hijos en Roma y partió hacia Alejandría para reunirse con su antigua amante Cleopatra VII, con quien ya se había reunido en 41 a. C. y tuvieron mellizos. Marco Antonio se divorció de Octavia ca. 32 a. C. Julo y sus medio hermanas regresaron a Roma con Octavia, mientras que Antilo permaneció con su padre en Egipto. Antilo fue criado por Cleopatra junto con los hijos de esta con Marco Antonio, Tolomeo Filadelfo, Alejandro Helios y Cleopatra Selene II y su hermanastro Cesarión.
En la batalla de Accio, las flotas de Marco Antonio y Cleopatra fueron destruidas y escaparon de vuelta a Egipto. En agosto de 30 a. C., Octaviano, ayudado por Marco Vipsanio Agripa, invadió Egipto. Sin otro refugio para huir, Marco Antonio se suicidó al caer sobre su espada. Unos días después, Cleopatra también se suicidó.
Octaviano y su ejército tomaron el control de Egipto y lo reclamaron como parte del Imperio romano. Mientras que el hermano mayor de Julo Antonio, Marco Antonio Antilo y su hermanastro Cesarión fueron asesinados por Octaviano, mostró cierta misericordia con los hermanos Alejandro Helios, Cleopatra Selene II y Tolomeo Filadelfo. Fueron entregados a la primera madrastra de Julio Antonio, Octavia, quien los crio como ciudadanos romanos. En 27 a. C., regresaron a Roma y Octaviano recibió el título de Augusto.

## Carrera y matrimonio
Después de las guerras civiles, Julo Antonio recibió grandes favores de Augusto, gracias a la influencia de Octavia. En 21 a. C., Augusto quería que Agripa, quien estaba casado con la hermanastra de Julo, Marcela la Mayor, se casara con su propia hija, Julia la Mayor. Por medio de este matrimonio, se convertiría en el abuelo materno del emperador Calígula. Asimismo, era suegro de Tiberio por medio de Vipsania, su hija con Cecilia Ática, y en suegro de  Germánico por Agripina la Mayor, su segunda hija con Julia la Mayor. Cuando Agripa se divorció de Marcela para casarse con Julia, Octavia obligó a Julo Antonio a casarse con Marcela. Sus hijos fueron Lucio Antonio, Gayo Antonio y Julia Antonia.
Julo se convirtió en pretor en 13 a. C., en cónsul en 10 a. C. y en procónsul de Asia en 7 a. C. y fue muy apreciado por Augusto. Es mencionado por Horacio en su propia poesía cuando habla de una ocasión en que Julo Antonio intentó escribir una poesía para alabar a Augusto por su éxito en Galia. Julo fue también un poeta y se le acredita haber escrito doce volúmenes de poesía en Diomedia en algún momento antes de 13 a. C., pero no ha sobrevivido ningún texto.

## Escándalo y muerte
Julo Antonio se convirtió luego en amante de Julia la Mayor. Agripa falleció en 12 a. C. y Julia fue forzada a casarse con su hermanastro Tiberio. El matrimonio de Julia con su hermanastro se había convertido en un desastre, por lo que Julia estaba desesperada por divorciarse si no satisfacía sus deseos y Julo estaba dispuesto a hacerlo. Tiberio partió de Roma en 8 a. C. y dejó allí a Julia y a los cinco hijos que esta había tenido con Agripa, Cayo César, Lucio César, Julia la Menor, Agripina la Mayor y Agripa Póstumo. Julia sintió que sus hijos estaban desprotegidos y se habría aproximado a Julo para que fuera protector de ellos, especialmente, de los dos mayores: Cayo César y Lucio César, que eran los herederos de Augusto.
Tanto historiadores contemporáneos como modernos han sugerido que Julo tenía pretensiones monárquicas y que quería casarse con Julia antes de que sus hijos Cayo y Lucio llegaran a una edad en la que pudieran formar alguna suerte de regencia; sin embargo, es poco probable que Julia hubiera puesto a su padre o a sus hijos en riesgo. Es posible que planeara divorciarse de Tiberio e hiciera a Julo Antonio protector de sus hijos.
El escándalo estalló en 2 a. C. Augusto tomó medidas ante la promiscuidad de su hija Julia, Antonio fue expuesto como su amante. Los otros hombres acusados de adulterio con Julia fueron exiliados, pero Julo no tuvo tanta suerte. Fue acusado de traición y fue sentenciado a muerte. Posteriormente, se suicidó. Julo Antonio se encuentra retratado en la Ara Pacis en Roma.

## Familia
Fue el segundo hijo de Marco Antonio y su tercera esposa Fulvia. Es más conocido por haber sido el amante de Julia la Mayor. Fue hermano de Marco Antonio Antilo, medio hermano de Claudia —primera esposa de Augusto—, de Antonia hija del segundo matrimonio de su padre con su prima Antonia Híbrida, Antonia la Mayor y de Antonia la Menor por medio del matrimonio de su padre con Octavia la Menor y Alejandro Helios, Cleopatra Selene II y Tolomeo Filadelfo por medio del matrimonio de su padre con Cleopatra. Sus hermanastros fueron Marco Claudio Marcelo, Marcela la Mayor —más tarde, su esposa—, Cesarión y Marcela la Menor e hijastro de Octavia la Menor —hermana de Augusto— y Cleopatra VII.